# Alberto del Pedregal Artigas
Alberto del Pedregal Artigas (Santiago, 7 de julio de 1907 - 28 de mayo de 1964). Político agrario chileno. Hijo de Adolfo del Pedregal Reyes y María Ester Artigas Bascuñán. Contrajo matrimonio con Sara Aldunate Rodríguez .

## Actividades profesionales
Educado en el Colegio San Ignacio. No cursó estudios superiores, pasando a dedicarse a actividades agrícolas. Fue inspector de la Caja de Crédito Agrario (1929-1936).
Explotó los fundos "Potrero Grande", "La Loma de Batudahue" y "Florencia", en Villa Alegre.

## Actividades políticas
Militante del Partido Agrario, siendo socio fundador (1931-1945). 
Fue elegido Diputado por la 14.ª agrupación departamental de Linares, Loncomilla y Parral (1941-1945), integrando la comisión permanente de Industrias.
En 1945 pasó a formar el Partido Agrario Laborista, que se originó por la fusión del Partido Agrario, la Alianza Popular Libertadora, el Movimiento Nacionalista de Chile y la Unión Nacionalista. 
Reelecto Diputado, esta vez por la misma agrupación departamental (1945-1949), integrando la comisión permanente de Agricultura y Colonización. En este período, además fue primer vicepresidente de la Cámara de Diputados (1945-1949).
Elegido Senador por la 6ª agrupación provincial de Curicó, Talca, Maule y Linares (1949-1957). Integró la comisión permanente de Agricultura y Colonización. Estuvo dos meses alejado de su cargo por una orden de desafuero de la Corte de Apelaciones de Santiago, pero reasumió rápidamente sus funciones.

## Otras actividades
Fue miembro de la Sociedad Nacional de Agricultura, del Club de La Unión, del Club Hípico y del Rotary Club de Santiago.